# Xantos e Bálios

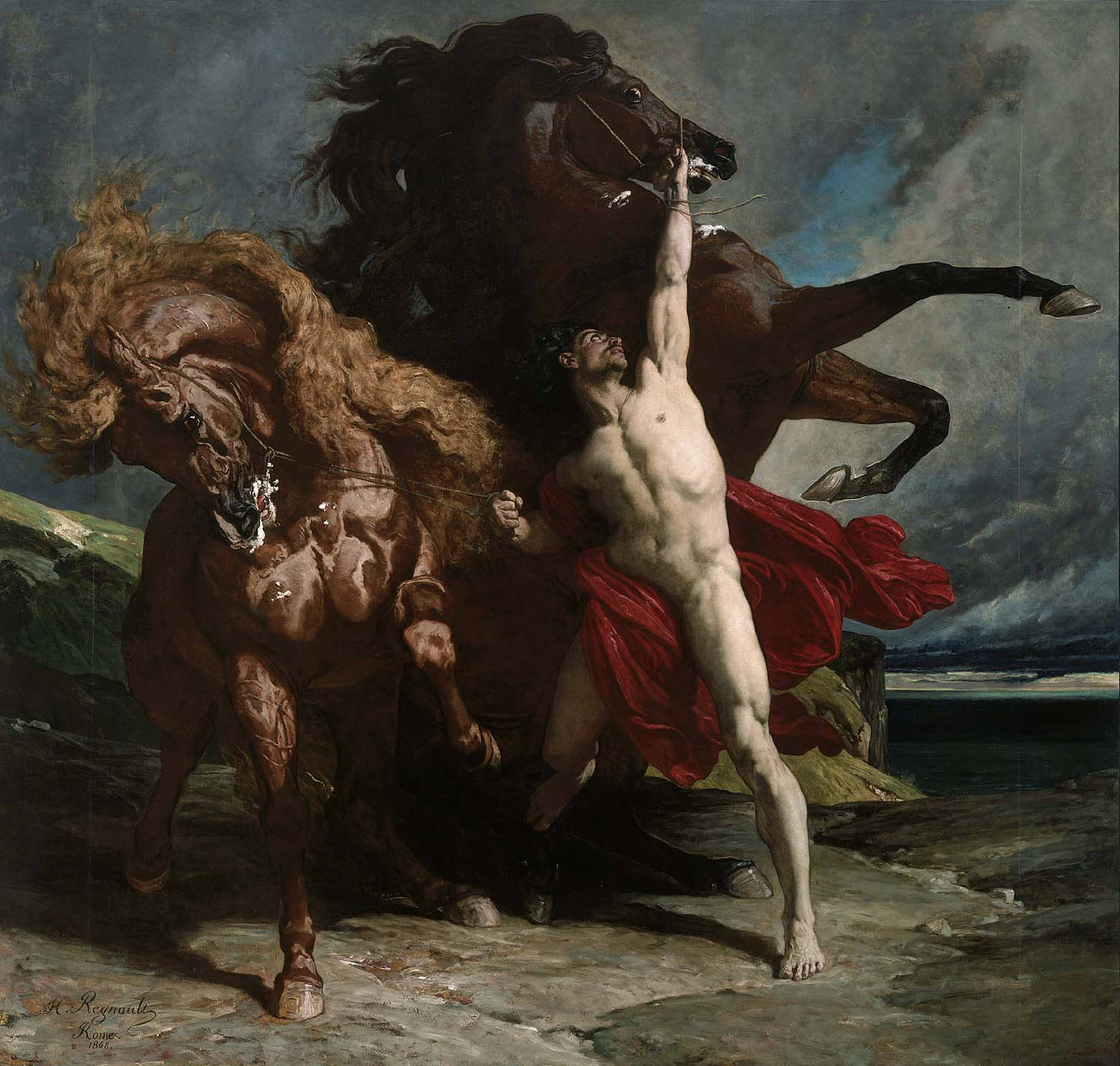

Na mitologia grega, Xantos (em grego Χανθος) e Bálios (Βαλιος) eram dois cavalos sendos imortais, filho do deus-vento Zéfiro e da harpia Podarge.
Xantos e Bálios foram presenteados a Peleu, pai de Aquiles, por Poseidon, em seu casamento.